# Amblypomacentrus
Amblypomacentrus is een geslacht van straalvinnige vissen uit de familie van rifbaarzen of koraaljuffertjes (Pomacentridae).

## Soorten
- Amblypomacentrus breviceps (Schlegel & Müller, 1839)
- Amblypomacentrus clarus (Allen & Adrim, 2000)
- Amblypomacentrus vietnamicus Prokofiev, 2004